# ものまね鳥シンフォニー
『ものまね鳥シンフォニー』（ものまねどりシンフォニー）は、筒井百々子による日本の漫画作品。単行本は東京三世社マイコミックスより、全2巻。

## 概要
20世紀末、建設中の月面都市を舞台に、心に深い傷を負った女性と心を閉ざしたサイボーグ、耳の聞こえない子供が、出会いと音楽を通じて、本当の心を取り戻していく姿を描く。
タイトルの「ものまね鳥」はマネシツグミのことで、作中に登場する念動力の「人間の動きを真似る行為」を、様々な音を真似て鳴くマネシツグミに例えたもの。
筒井の前作『たんぽぽクレーター』および『火星に捧げるデュエット』の前日譚。

## あらすじ
念動力者のキャロラインとファージィは、孤児院で姉弟のように育った。しかしキャロラインは“動かす”ことを止めて結婚し、ファージィは制御が利かなくなりつつある自身の念動力を止めるため、強力な念動力者がいると言う月面へ旅立った。
1993年6月、アメリカ・オーガスタ郊外の通称“ミュージックタウン”で大規模な毒ガスの漏洩事故が起こる。住民は一人を除いて全員が死亡、唯一の生き残りであるキャロラインは、夫も妊娠中だった子供も亡くし、月面の医療研究所へ転院する。ファージィがその研究所で、医療用ドーム都市の建設に携わっていたのだ。そこでキャロラインが出会ったのは、エアロックに捨てられた赤毛の幼児と、青い瞳が印象的な一人のサイボーグだった。

## 主な登場人物
キャロライン・マクローフリン
ヒロイン。17歳。念動力者で、パワーは弱いものの正確で精密な動きを得意とする。結婚に伴い念動力を封印したが、毒ガスの後遺症で手の動きが悪くなったことから、再び念動力を使い始める。
ファージィ・ジェンキンス
強力な念動力者の少年。キャロラインにとっては弟のような存在。月面では、その超能力で医療用ドーム都市の建設を手伝っている。
本作の後にヤン・クーボーの計画のため火星へ移住する（『火星に捧げるデュエット』より）。
ハインリヒ・ハイ・ファイ
オフ（真空作業用）サイボーグの青年。今世紀最強とされる念動力者。医療用ドーム都市を念動力で、たった一人で建設していた。人間嫌いで知られていたが、キャロラインとの出会いで頑なだった心を少しずつ解かしていく。
ジョイ
エアロックに置き去りにされた赤毛の男児。推定4歳。先天性の聴覚障害者で、いつもニコニコしている大人しい子供だった。
マック所長 / ランディ・S・マックギルベリー
マックギルベリー放射線研究所の所長。捨て子の男児を「ジョイ」と名づけ、実の子のように可愛がる。
ヤン・クーボー / ヤン・クーベリック
マック所長の親友。ドーム都市の設計者。専門は火星環境学。

## 書誌情報
1. 1989年3月30日初版発行 ISBN 4-88570-567-3
2. 1989年7月30日初版発行 ISBN 4-88570-572-X